# アンナ (イリノイ州)
アンナ（アナ、Anna）は、アメリカ合衆国イリノイ州南部、ユニオン郡にある都市。人口は4,296人（2020年）。

## 地理
アンナ市は北緯37度20分40秒 西経89度14分40秒 / 北緯37.34444度 西経89.24444度 (37.460973, -89.244357)に位置している。
アメリカ合衆国統計局によると、アンナ市は総面積8.8 km² (3.4 mi²) である。このうち8.8km² (3.4mi²) が陸地で0.29%が水域となっている。

## 人口動勢
2000年国勢調査で、アンナ市は人口5,136人、2,168世帯、及び1,214家族が暮らしている。人口密度は586.7/km2 (1,519.3/mi2) である。269.6/km2 (698.1/mi2) の平均的な密度に2,360軒の住宅が建っている。この都市の人種的な構成は白人96.20%、アフリカン・アメリカン1.73%、先住民0.25%、アジア0.27%、太平洋諸島系0.02%、その他の人種0.41%、及び混血1.11%である。ヒスパニックまたはラテン系は人口の1.46%である。
この都市内の住民は19.7%が18歳未満の未成年、18歳以上24歳以下が7.0%、25歳以上44歳以下が26.5%、45歳以上64歳以下が21.8%、及び65歳以上が25.0%にわたっている。中央値年齢は43歳である。女性100人ごとに対して男性は86.8人である。18歳以上の女性100人ごとに対して男性は84.4人である。
この都市の世帯ごとの平均的な収入は24,663米ドルであり、家族ごとの平均的な収入は30,912米ドルである。男性は27,070米ドルに対して女性は21,316米ドルの平均的な収入がある。この都市の一人当たりの収入 (per capita income) は16,714米ドルである。18歳未満の31.1%及び65歳以上の12.0%を含む、家族の約15.9%及び人口の23.6%は貧困線以下である。